# ジェリコ・ガヴリッチ
ジェリコ・ガヴリッチ（セルビア語: Жељко Гаврић, Željko Gavrić、2000年12月5日 - ）は、セルビアのサッカー選手。ポジションはMF。

## クラブ歴
レッドスター・ベオグラードの下部組織出身。2018年にリザーブチームのRFKグラフィチャルに期限付き移籍し、選手初出場。2019-20シーズンはストラヒニャ・エラコヴィッチ、ユグ・スタノイェヴと共にトップチームから期限付き移籍した。2020年1月にトップチームに復帰。

## 代表歴
U-17代表としてUEFA U-17欧州選手権2017に参加した。
2021年6月7日、ジャマイカ代表との親善試合でA代表デビュー。